# Lobocleta marceata
Lobocleta marceata är en fjärilsart som beskrevs av Samuel E. Cassino 1931. Lobocleta marceata ingår i släktet Lobocleta och familjen mätare. Inga underarter finns listade i Catalogue of Life.